# Keith Relf
Keith Relf, född 22 mars 1943 i Richmond, Surrey (nu London), England, död 12 maj 1976 i London, England, var en brittisk sångare, musiker, musikproducent och låtskrivare.
Keith Relf är kanske mest känd som sångaren i The Yardbirds. Trots att han inte blev lika uppmärksammad som de tre stora gitarristerna i gruppen var han ett viktigt inslag som sångare. Efter Yardbirds formade han tillsammans med Yardbirds forna trummis Jim McCarty först duon Together och sedan  Renaissance, i vilket även hans syster Jane Relf medverkade. De spelade i huvudsak progrock. Senare sjöng han bandet Armageddonoch var under en kortare tid basist i Medicine Head.
Keith Relf dog av en elektrisk stöt i sitt hem då han spelade på en elgitarr.
Även om de flesta källor felaktigt listade den 14 maj som Keiths dödsdatum (den dagen många tidningar drev historien), förklarades han på det officiella dödsintyget den 12 maj på West Middlesex Hospital.
Relf invaldes 1992 postumt i Rock and Roll Hall of Fame tillsammans med The Yardbirds.

## Diskografi (solo)
Singlar
- 1966 – "Mr. Zero" / "Knowing"
- 1966 – "Shapes in My Mind" / "Blue Sands"
- 1989 – "Together Now" / "All the Falling Angels"